# Chiesa di San Silvestro in Castro (Briona)
La Chiesa di San Silvestro in Castro è situata a Proh, frazione di Briona. Risalente al XI secolo faceva originariamente parte dell'antico Castrum dei Conti di Biandrate.

## Storia
Fu edificata nel XI secolo, e acquisì i diritti di pieve rispetto ai vicini villaggi di Briona. Citata per la prima volta in un documento del 1085, è dedicata a San Silvestro. Nelle vicinanze dell'edificio sono reperibili tracce delle cerchia murarie dell'antico "Castellaccio", risalenti all'XI secolo.
Se il vecchio "Castellaccio" di Proh fu distrutto e abbandonato nel 1362, durante la guerra tra i Visconti e il Monferrato, la chiesa è sopravvissuta fino ai giorni nostri, venendo peraltro rimaneggiata più volte nelle varie epoche storiche. In base all'analisi di alcuni documenti, si può far risalire un primo ampliamento dell'edificio già negli anni immediatamente successivi al 1362; probabilmente, l'apposizione di affreschi e dipinti murali (tra cui San Rocco, San Fabiano e San Sebastiano) è avvenuta a seguito della grande ondata di peste del Novarese del 1484.
Già sede pievana che controllava tutta la zona, nel XVI secolo funzionò come chiesa parrocchiale, assumendo grossomodo l'aspetto odierno: navata unica, con facciata a capanna, cappelle laterali e catino absidale che presentano rifacimenti barocchi.
La presenza di un affresco della Madonna del Latte, di grande carattere votivo, sul lato interno del campanile, nonché la presenza di una porticina, lascia presupporre che il campanile facesse parte della navata, probabilmente edificato ove era presente il nucleo più antico dell'edificio.

## L'abbandono trentennale
Utilizzata fino agli anni ottanta, la chiesa è inagibile dal 1990. Il conseguente degrado trentennale con grave situazione di rischio strutturale e fatiscenza ne ha impedito l'apertura ai fedeli, con episodi di depredamento dei beni presenti al suo interno. Nel luglio 2022 è stata affidata dalla Parrocchia di S. Alessandro di Briona in comodato trentennale alla Fondazione UniversiCà, che già gestisce il limitrofo castello di Proh e il compendio circostante.

## Il primo lotto di restauro
La Fondazione UniversiCà nell'anno che va dal novembre 2023 e 2024 ha completato un primo lotto di restauri sull'edificio. L'intervento si è concentrato principalmente la rimozione del degrado e della situazione di pericolo. I lavori hanno riguardato il rifacimento del manto di copertura, il drenaggio delle acque meteoriche e la messa in sicurezza generale. Sono stati sostenuti da un contributo di Fondazione Cariplo e Fondazione di Intra.
La Chiesa è entrata a far parte del circuito del "Cultural Park delle Colline Novaresi" del Castello di Proh e sarà aperta con visite delle guide della Fondazione UniversiCà, mostre, conferenze con possibilità di svolgere anche funzione liturgica.